# Stig Troell
Stig Gustaf Troell, född 6 mars 1926 i Limhamns församling i dåvarande Malmöhus län, död 28 maj 1991 i Perstorps församling i dåvarande Kristianstads län, var en svensk utbildningsledare och kommunalpolitiker. Han var son till Gustaf Troell och bror till Jan Troell.
Troell utexaminerades från Malmö handelsgymnasium 1949, var anställd vid Skånska Cement AB i Malmö 1952–56, Hermods korrespondensinstitut 1956–58, AB Svenska metallverken i Skultuna 1958–62, utbildningsledare på Perstorp AB i Perstorp från 1962. Han var ledamot av skolstyrelsen i Skultuna landskommun 1958–62 och i Perstorps köping 1963–64.
Han gifte sig 1951 med Gurli Malmberg (född 1922), dotter till Olof Malmberg och Jenny Jeppsson. Tillsammans fick de en son 1954.